# Vlagyimir Petrovics Batalov
Vlagyimir Petrovics Batalov (oroszul: Владимир Петрович Баталов) (1902. szeptember 6. – Moszkva, 1964. március 14.) orosz, szovjet színész.

## Élete
Nyikolaj Petrovics Batalov öccse, Alekszej Vlagyimirovics Batalov apja.
Felesége Nyina Olsevszkaja, a Moszkvai Művész Színház színésznője volt.
1920-tól egészen 1956-ig a Moszkvai Művész Színházban volt színész és segédrendező. Közben 1925-ben elvégezte a színház stúdióját, 1923–1924-ben a Moszkvai Nagyszínházban is rendezett. 1933 és 1936 között a moszkvai Komszomol Színház rendezője volt. 1938–1941 között a Moszfilmnél, később máshol is filmrendezést tanított. Az 1950-es években a ZIL Autógyár műkedvelő színházának vezetője volt.
Több filmben játszott, 1940-ben maga is rendezett egy filmet „Babi” (Asszonyok) címen.

## Filmjeiből
- 1928: Ház a Trubnaja téren (Дом на Трубной) (Szemjon sofőr szerepében. Rendező: Borisz Barnet)
- 1936: Grunya Kornakova (Груня Корнакова) (Luznyecov szerepében. Rendező: Nyikolaj Eck)
- 1939: Szeptemberi éjszaka (Ночь в сентябре) (Rendező: Borisz Barnet)
- 1940: Asszonyok (Бабы) (Tyerentyij Kazanok szerepében. Rendező: Vlagyimir Batalov)